# Darker Than Blood
Darker Than Blood è un singolo del DJ statunitense Steve Aoki, pubblicato il 14 aprile 2015 come secondo estratto dal terzo album in studio Neon Future II.

## Descrizione
Originariamente intitolato Horizons, il brano è stato rivelato per la prima volta dalla rivista statunitense Billboard, nel quale è stato spiegato che si trattava di un work in progress di Aoki già dal 2012 che lo ha reso «ossessivo». Il testo originario composto da Aoki è stato successivamente riscritto dal rapper dei Linkin Park Mike Shinoda, in quanto quest'ultimo ha avvertito che la versione originaria era «troppo allegra» e che di fatto ha «voluto renderla più oscura».
Darker Than Blood figura inoltre la partecipazione del gruppo rock Linkin Park, i quali avevano già avuto modo di collaborare con Aoki due anni prima alla realizzazione del singolo A Light That Never Comes, successivamente incluso nell'album di remix Recharged.

## Video musicale
La produzione e i filmati per il video sono stati realizzati il 9 aprile 2015. Alcune immagini di esso sono state diffuse per la prima volta da Aoki e da Mike Shinoda dei Linkin Park attraverso i loro profili Instagram. Cinque giorni più tardi è stato diffuso un lyric video del brano.
Il 24 giugno dello stesso anno la Ultra Music ha reso disponibile per la visione il video attraverso il proprio canale YouTube. Diretto da Dan Paker e basato su una storia ideata da Aoki, il video è ambientato in un futuro apocalittico, dove un virus letale ha trasformato la popolazione in zombie e degli scienziati (due di questi interpretati da Aoki e Shinoda) tentano di creare un antidoto per fermare il contagio.

## Tracce
Download digitale
1. Darker Than Blood (featuring Linkin Park) – 5:12

Download digitale – Remixes
1. Darker Than Blood (featuring Linkin Park) (Bassjackers Remix) – 4:22
2. Darker Than Blood (featuring Linkin Park) (Panic City Remix) – 3:43
3. Darker Than Blood (featuring Linkin Park) (Dirty Audio Remix) – 2:59
4. Darker Than Blood (featuring Linkin Park) (Josh Macias Remix) – 4:28

## Classifiche
| Classifica (2015)              | Posizione massima |
| ------------------------------ | ----------------- |
| Stati Uniti (dance/electronic) | 36                |